# Pseudoamerioppia paraguayensis
Pseudoamerioppia paraguayensis är en kvalsterart som först beskrevs av Balogh och Sandór Mahunka 1981.  Pseudoamerioppia paraguayensis ingår i släktet Pseudoamerioppia och familjen Oppiidae. Inga underarter finns listade i Catalogue of Life.